# 주상하이 홍콩 특별행정구 정부 경제무역판사처
주상하이 홍콩 특별행정구 정부 경제무역판사처(중국어: 香港特別行政區政府駐上海經濟貿易辦事處, 영어: Hong Kong Economic and Trade Office in Shanghai, 준말: SHETO)는 중화인민공화국 홍콩 특별행정구 정부가 중화인민공화국 상하이시에 설치한 홍콩 경제무역대표부이다. 2006년 9월에 정식 설립되었으며 정제내지사무국에서 관할한다.

## 기능
판사처는 홍콩과 상하이시, 장쑤성, 저장성, 안후이성, 산둥성 5개 성급행정구 간의 경제·무역 관계를 촉진시키고 해당 지역과의 협력을 강화하는 역할을 한다. 또한 상하이시, 장쑤성, 저장성, 안후이성, 산둥성에 거주하는 홍콩 시민들에 대한 긴급 지원 임무도 수행한다.
판사처는 2015년 4월에 산둥성 지난시에 산하 연락사무소를 설립했으며 2017년 4월에 저장성 항저우시에 산하 연락사무소를 설립했다. 이들 연락사무소는 홍콩과 산둥성, 저장성 간의 협력을 촉진하는 역할을 한다.

## 역대 대표
1. 찬지깅 (중국어: 陳子敬, 임기: 2006년 9월 ~ 2011년 2월)
2. 탐와이이 (중국어: 譚惠儀, 임기: 2011년 3월 ~ 2014년 8월)
3. 당중만 (중국어: 鄧仲敏, 임기: 2014년 9월 ~ 2020년 3월)
4. 초이렁 (중국어: 蔡亮, 임기: 2020년 3월 ~ 현재)

## 같이 보기
- 홍콩 경제무역대표부